# دانا مک‌کنی
دانا مک‌کنی (انگلیسی: Donna McKechnie؛ زادهٔ ۱۶ نوامبر ۱۹۴۲) هنرپیشه، رقص، خوانندگی، طراحی رقص، پدیدآور اهل ایالات متحده آمریکا است.
از فیلم‌ها یا برنامه‌های تلویزیونی که وی در آن نقش داشته‌است می‌توان به شازده کوچولو اشاره کرد.